# 空轴茅
空轴茅（学名：Coelorachis striata），为禾本科空轴茅属下的一个植物变种。其种加词“striata”意为“有条纹的”。